# Lepidòpters
Els lepidòpters (Lepidoptera) són un ordre d'insectes endopterigots. Inclou les papallones diürnes (o ropalòcers) i les papallones nocturnes (heteròcers o arnes). Fins al 2011 s'havien descrit un total de 157.424 espècies de lepidòpters. El ritme de descoberta de noves espècies volta els 800 per any segons estimacions del 2007. Això converteix les papallones en el tercer ordre d'éssers vius amb més espècies descrites, només superat per l'ordre dels coleòpters (387.100 espècies el 2011) i dípters (159.294).
La papallona diürna més gran que existeix és l'Ornithoptera alexandrae femella, que pot arribar a tenir 31 cm d'envergadura (el mascle és una mica més petit), i viu al sud-est de Nova Guinea. El lepidòpter més gran que la ciència ha descobert és la coneguda papallona Atles (Attacus atlas), originària de les zones tropicals del sud-est asiàtic i és un heterocer (arnes o papallones nocturnes) encara que és d'hàbits diürns.

## Etimologia
La paraula Lepidoptera prové de la fusió dels mots grecs lepís (‘escata’) i pteron (‘ala’). Fa referència al seu tret més característic: tenir les ales recobertes d'escates.

## Característiques de l'imago
L'insecte d'adult té un aspecte molt típic amb dues grans parelles d'ales obertes, recobertes d'escates amples igual que el cos i els apèndixs. Els ulls són grans i les peces bucals formen una probòscide o espirotrompa composta per dues galees de les maxil·les molt allargades i acanalades en la seva cara interna, tot formant un tub xuclador. Aquesta probòscide s'enrotlla en espiral quan no és utilitzada i s'amaga sota el tòrax. Els lepidòpters normalment no presenten mandíbules ni palps maxil·lars, i el llavi sol estar poc desenvolupat. Tenen un protòrax petit i un abdomen de 10 segments, dels quals el primer està reduït i els dos últims bastant modificats.

### Venació alar

Terminologia de les ales dels lepidòpters.

Les venes de les ales de les papallones formen un disseny característic i únic segons les espècies o famílies de què es tracti. Conèixer aquest patró és, en alguns casos, imprescindible per a la correcta determinació d'una espècie concreta de papallona. Per poder descriure amb claredat i precisió aquest disseny s'utilitza la següent terminologia entomològica:
- Tant en les ales anteriors com en les posteriors es troben les següents zones o àrees: basal, és la més propera al cos, subdividida de vegades en basal i postbasal; submarginal, premarginal o, simplement, marginal, és la més allunyada. Entre ambdues es troba la zona discal que, al seu torn, es divideix en discal i postdiscal o postmedial. Finalment, la zona apical es troba a la part distal i superior de les dues ales.

- En el perímetre de l'ala anterior es troba la vora d'atac que s'anomena costa o vora costal. A continuació, l'àpex seguit del marge extern o termen. Immediatament després, a les ales anteriors apareix l'angle dorsal i, en les posteriors, l'angle anal. Es completa la perifèria de l'ala amb el marge intern o dors.

- Entre les zones basal i discal d'ambdues ales, pròxima a la costa, apareix una àrea allargada, emmarcada per venes i gairebé sempre tancada, anomenada cel·la discal, discoïdal, discocelular, o, simplement, cel·la. En la seva part superior es troba delimitada per la vena subcostal, per la part inferior per la vena mitjana, i per la postdiscal per les tres venes discoïdals. Quan falta alguna d'aquestes venes, es denomina cel·la oberta.

- Les venes no són sempre fàcils d'observar, de vegades és millor observar-les des del revers o emprar tècniques d'humidificació amb alcohol perquè es facin visibles entre les escates i pèls androconiales. Les de l'ala anterior es numeren de la 1 a la 12 (V1, V2, ... V12), de baix a dalt. La vena V1 o submediana, de les més difícils d'apreciar, neix a la base i discorre paral·lelament al dors. La V2 o mitjana arrenca cap a la meitat de la vora inferior de la cel·la. La vena V12 o costal neix a la base de l'ala i discorre paral·lela a la costa. Les de l'ala posterior són 8, encara que moltes vegades apareixen dues venes anals V1, V1a i V1b. També es numeren de baix a dalt, sent la V8 la vena costal. En alguns lepidòpters poden faltar venes, tant d'una ala com de l'altra, normalment entre la V6 i la V9. En aquests casos es numeren de forma successiva, de manera que pot haver-hi lepidòpters en les que l'última vena sigui la V9.

- Entre les venes apareixen els anomenats espais que també estan numerats. Així, entre el dors i V1 es troba l'espai E1a, entre V1 i V2 apareix E1b, entre V2 i V3 E2, i així successivament fins a arribar a E12 en l'ala anterior, i E8 en la posterior, entre l'última vena i la costa. Com en el cas de les venes, la numeració sempre és correlativa, podent acabar en E9.

## Característiques de la larva

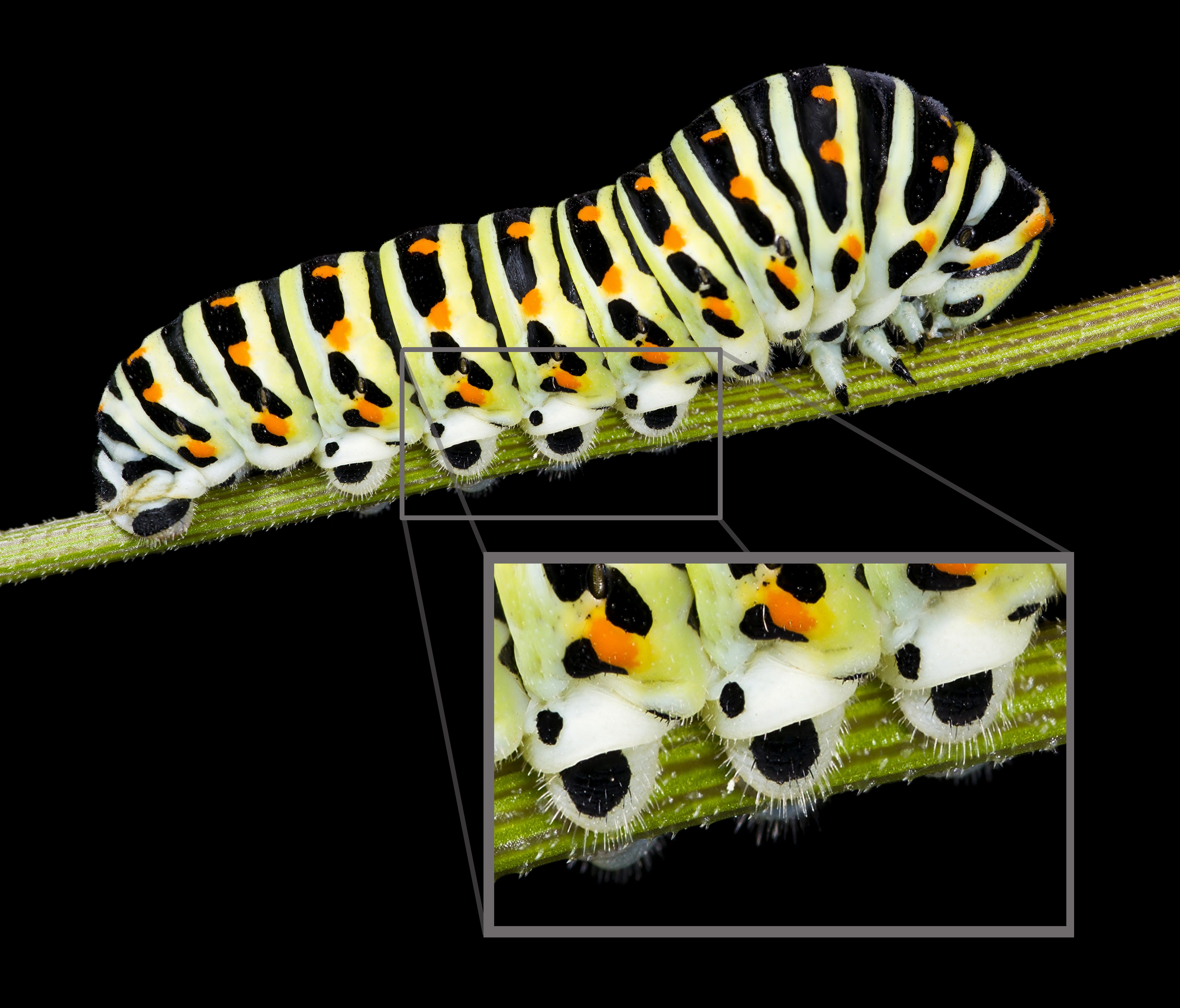
Falses potes a Papilio machaon.

Les parts de l'eruga es divideixen en: cap ben diferenciat, 3 segments toràcics i 10 abdominals. El cap amb estens (ulls laterals), generalment en nombre de 6 a cada costat, antenes curtes i les peces bucals mastegadores molt desenvolupades. El tòrax porta tres parells de potes de 5 segments i l'abdomen sol tenir 5 parells de falses potes, en els segments 3, 4, 5, 6 i 10, però aquest nombre pot ser menor i fins i tot poden mancar.
És freqüent que les erugues tinguin glàndules repugnants i urticants com a defensa. En altres casos, presenten mimetisme notable o, al contrari, coloració cridaners o d'avís, per tal d'ésser reconegudes pels insectivors i que no se les mengin, ja que resulten desagradables o metzinoses.
Per a passar a pupa o crisàlide (terme que només s'usa en l'ordre dels lepidòpters), la seva larva deixa de menjar i fa un capoll amb la seda que segreguen unes glàndules labials. Aquest capoll pot ser molt variat, i incorporar matèries molt diverses. A vegades no forma capoll i la crisàlide penja d'un fil de seda.

## Reproducció i desenvolupament
Els lepidòpters són holometabòlics, és a dir tenen una metamorfosi completa. El seu cicle de vida té 4 etapes: ou, larva, pupa i adult o imago. Les larves són comunament anomanades erugues i les pupes que són recobertes de seda són anomenades capolls (com les arnes) mentre que les que estan desproveïdes de seda són anomenades crisàlides (és el cas de les papallones).

### Aparellament
Els mascles normalment van més avançats en el cicle i comencen a descloure abans que les femelles. Els dos sexes són sexualment madurs quan desclouen. Les papallones normalment tenen una vida asocial i només s'associen les espècies que fan migracions. L'aparellament comença amb un imago (mascle o femella) atraient la possible parella; normalment utilitzant un estímul visual, especialment en el cas de les papallones diürnes. Tanmateix, les femelles de la majoria de les espècies nocturnes, incloent-hi les arnes, usen feromones per atraure els mascles a llargues distàncies. Altres espècies desenvolupen un so o vibració d'atracció i festeig, com l'espècie Syntomeida epilais.
Existeixen diferents adaptacions respecte al cicle biològic, n'hi ha que presenten una generació, dues o més generacions per any, aquests diferents tipus de cicles s'anomena voltinisme (univoltines, bivoltines o multivoltismes) respectivament. La majoria dels lepidòpters que habiten en zones de clima temperat són univoltines, mentre que les habiten en zones de clima tropical normalment són bivoltines. Altres espècies continuen aparellant-se durant tot l'any fins que moren. Aquestes adaptacions del cicle vital són controlades per hormones. Moltes espècies de lepidòpters moren poc després de la fecundació i de dipositar els ous, havent viscut només uns dies com a forma adulta. Altres espècies però poden seguir actives diverses setmanes i hivernar, i quan el temps torna a ser favorable tornen a ser sexualment actives.

## Comportament

### Vol
El vol és un aspecte molt important per a les papallones i les arnes; s'usa per evadir depredadors, buscar aliment, trobar parella en temps suficient (ja que moltes espècies no viuen gaire més enllà de l'eclosió). És el principal mitjà de locomoció en moltes espècies. Les seves ales anteriors i posteriors estan acoblades mecànicament i se superposen en sicronia. El vol està impulsat per les ales anteriors, cosa que les fa imprescindibles. Aquests encara poden volar si falten trossos de les ales posteriors, tot i d'aquesta manera perden maniobrabilitat.
Per a poder emprendre el vol, els lepidòpters han d'estar calents, sobre 25 o 26 °C. Depenen que la seva temperatura del cos sigui prou alta, ja que no la poden regular per ells mateixos, depèn de l'entorn. Les papallones prenen el sol estenent les ales, esposant-se al màxim als rajos solars. En climes càlids fàcilment es poden sobreescalfar i per evitar-ho resten a l'ombra durant les hores centrals i volen en els moments més freds del dia, tals com les primeres hores del dia, les darreres de la tarda i el vespre. Les espècies que viuen en climes freds, poden utilitzar el moviment de les ales per escalfar el cos. Algunes arnes, especialment de cos gran (com els esfíngids), poden fer vibrar les ales per generar calor. La calor generat escalfa el tòrax, la part important per a emprendre el vol, essent indiferent la temperatura de l'abdomen. Algunes arnes disposen de certs mecanismes per separar la temperatura del tòrax respecte a l'abdomen, aïllant el darrer, mitjançant sacs d'aire interns, abundant pilositat, etc.
Algunes espècies poden volar a altes velocitats, com Ocybadistes walkeri, que pot arribar als 48,4 km/h. Els esfíngids són un dels insectes més ràpids: alguns volen a més de 50 km/h tot i la seva grandària i pes corporal. El vol pot ser degut a un planeig o al moviment cap endavant i endarrere de les ales. En papallones i en algunes espècies d'arnes, com els esfíngids, el vol suspès és important per libar les flors i alimentar-se de nèctar.

## Taxonomia i sistemàtica
Els lepidòpters contenen quatre subordres i només un d'aquest, el dels glossats, inclou més del 99,9% de totes les espècies de lepidòpters. Els quatre subordres es divideixen en les següents 43 superfamílies:
Subordre Zeugloptera Chapman, 1917
- Superfamília Micropterigoidea Herrich-Schäffer, 1855

Subordre Aglossata Speidel, 1977
- Superfamília Agathiphagoidea Kristensen, 1967

Subordre Heterobathmiina Kristensen & Nielsen, 1983
- Superfamília Heterobathmioidea Kristensen & Nielsen, 1979

Subordre Glossata Fabricius, 1775
- Infraordre Dacnonypha
  - Superfamília Eriocranioidea Rebel, 1901
- Infraorden Acanthoctesia
  - Superfamília Acanthopteroctetoidea Davis, 1978
- Infraorden Lophocoronina
  - Superfamília Lophocoronoidea Common, 1973
- Infraorden Neopseustina
  - Superfamília Neopseustoidea Hering, 1925
- Infraorden Exoporia
  - Superfamília Hepialoidea Stephens, 1829
  - Superfamília Mnesarchaeoidea Eyer, 1924
- Infraorden Heteroneura
  - Superfamília Adeloidea Bruand, 1850
  - Superfamília Andesianoidea Davis & Gentili, 2003
  - Superfamília Nepticuloidea Stainton, 1854
  - Superfamília Palaephatoidea Davis, 1986
  - Superfamília Tischerioidea Spuler, 1898
  - Clade Ditrysia
    - Superfamília Tineoidea Latreille, 1810
    - Superfamília Gracillarioidea Stainton, 1854
    - Superfamília Yponomeutoidea Stephens, 1829
    - Superfamília Simaethistoidea Minet, 1991
    - Superfamília Gelechioidea Stainton, 1854
    - Superfamília Alucitoidea Leach, 1815
    - Superfamília Pterophoroidea Latreille, 1802
    - Superfamília Carposinoidea Walsingham, 1897
    - Superfamília Schreckensteinioidea Fletcher, 1929
    - Superfamília Epermenioidea Spuler, 1910
    - Superfamília Urodoidea Kyrki, 1988
    - Superfamília Immoidea Common, 1979
    - Superfamília Choreutoidea Stainton, 1858
    - Superfamília Galacticoidea Minet, 1986
    - Superfamília Tortricoidea Latreille, 1802
    - Superfamília Cossoidea Leach, 1815
    - Superfamília Zygaenoidea Latreille, 1809
    - Superfamília Whalleyanoidea Minet, 1991
    - Superfamília Thyridoidea Herrich-Schäffer, 1846
    - Superfamília Hyblaeoidea Hampson, 1903
    - Superfamília Calliduloidea Moore, 1877
    - Superfamília Papilionoidea Latreille, 1802
    - Superfamília Pyraloidea Latreille, 1809
    - Superfamília Mimallonoidea Burmeister, 1878
    - Superfamília Drepanoidea Boisduval, 1828
    - Superfamília Lasiocampoidea Harris, 1841
    - Superfamília Bombycoidea Latreille, 1802
    - Superfamília Geometroidea Leach, 1815
    - Superfamília Noctuoidea Latreille, 1809